# 九州 (中国)

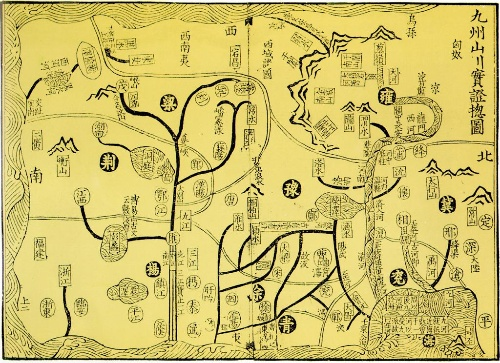
宋代に描かれた禹貢九州山川実証総図（図では上が西方）

禹貢九州図

九州（きゅうしゅう、くしゅう）は、中国全域の古称。古代、中国全土を九州に分けたことに由来する雅称のひとつである。中国では天下・世界全体の意味で用いられる場合もある。

## 定義
九州は天下を構成する9つの州のことであるが、何をもって九州とするかは文献によって異なる。
- 『尚書』禹貢による九州は、冀州・兗州・青州・徐州・揚州・荊州・豫州・梁州・雍州を指した。
- 『爾雅』釈地による九州は、冀州・豫州・雍州・荊州・揚州・兗州・徐州・幽州・営州を指した。
- 『周礼』職方氏による九州は、揚州・荊州・豫州・青州・兗州・雍州・幽州・冀州・并州を指した。

この三者をすべてあわせたもの（禹貢による九州に幽州・并州・営州の3つを加えたもの）を十二州と呼ぶ。
戦国時代の鄒衍は、禹貢にいう九州は実際には世界の1⁄81にすぎず、中国全体が赤県神州という名前のひとつの州にすぎないとした。

## 漢代以降
前漢の武帝は元封5年（紀元前106年）に全国を13州（11州と、朔方と交阯の2郡）に分け、各州に刺史を設置した（漢代の地方制度を参照）。漢代の州は禹貢の九州のうち雍州・梁州がなく、かわりに涼州・益州・幽州・并州を加えて、後に司隸を直轄としたものである。その後も「九州」という言葉は具体的な9つの州ではなく、中国全土の雅称として使用されつづけた。
新羅でも第31代の神文王の687年には九州制を布いている。
唐に王維が阿倍仲麻呂を日本に見送るときに作った漢詩、『送秘書晁監還日本国』に「九州何処遠」という句がある。
日本でも保元の乱直後に出された保元新制（1156年）の第一条の冒頭に「九州之地者一人之有也」という一文が掲げられたが、これも中国の例にならって国土全体の雅称として用いられたもので、日本の国土全体は公領・私領（荘園）を問わず全て天皇（治天の君）の治める土地であるという意味である。